# Дениски (Польща)
Дениски (Деніскі, пол. Deniski) — село в Польщі, у гміні Більськ-Підляський Більського повіту Підляського воєводства. Населення — 106 осіб (2011).

## Історія
Вперше згадується 1576 року.
У 1975—1998 роках село належало до Білостоцького воєводства.

## Демографія
Демографічна структура станом на 31 березня 2011 року:
|          | Загалом | Допрацездатний вік | Працездатний вік | Постпрацездатний вік |
| -------- | ------- | ------------------ | ---------------- | -------------------- |
| Чоловіки | 53      | 1                  | 29               | 23                   |
| Жінки    | 53      | 3                  | 11               | 39                   |
| Разом    | 106     | 4                  | 40               | 62                   |